# Флаг Старочукальского сельского поселения
Флаг муниципального образования Старочука́льское се́льское поселе́ние Шемуршинского района Чувашской Республики Российской Федерации — опознавательно-правовой знак, служащий официальным символом муниципального образования.
Флаг утверждён 18 января 2010 года и внесён в Государственный геральдический регистр Российской Федерации с присвоением регистрационного номера 6322.

## Описание
«Прямоугольное полотнище с отношением ширины к длине 2:3, воспроизводящее герб Старочукальского сельского поселения в жёлтом и зелёном цветах».
Геральдическое описание герба гласит: «В золотом поле широкое зелёное стропило, обременённое тремя золотыми пчёлами с расправленными крыльями и сопровождаемое тремя зелёными изогнутыми против хода солнца ветвями липы с пятью листами (две и одна)».

## Обоснование символики
Флаг составлен на основании герба Старочукальского сельского поселения Шемуршинского района, по правилам и соответствующим традициям вексиллологии, и отражает исторические, культурные, социально-экономические, национальные и иные местные традиции.
Композиция флага составлена на основе «гласного» принципа — самого древнего и самого достойного способа построения гербов и флагов в геральдике, когда в гербе и флаге изображается то, что звучит в названии владельца герба и флага.
История деревни Старые Чукалы начинается с конца XVI века. Прадеды чукалинцев пришли в эти края, богатые лесами, примерно 400 лет назад. Название деревни Старые Чукалы происходит от чувашского слова липа. Может быть, первый дом этой деревни был построен из липы. Вот так новая чувашская деревня стала Липовой. По переписи 1612 года Липовая деревня была записана под названием Старые Чукалы.
В дальнейшем из Старых Чукал образовались ещё 2 деревни с названием Чукалы: одной из них дали название Новые Чукалы, другой — Русские Чукалы. Именно эта особенность — трёх деревень с общим названием отражена на флаге тремя ветвями липы.
Почётное место на флаге занимают также три золотые пчелы на зелёном стропиле. Издревле пчела символизировала трудолюбие и верность.
Число три (три пчелы, три ветви липы) означают три добродетели: веру, надежду и любовь, а также три деревни с общим названием Чукалы (Старые, Новые, Русские).
Геральдическая фигура — стропило (зелёная полоса), аллегорически означает крышу дома, символизирует строительство, а также устремлённость в будущее.
Зелёный цвет — цвет жизни и возрождения.
Жёлтый цвет (золото) — знак мудрости, знания и света.
Таким образом, во флаге поселения увязывается и гласный, и историко-культурный, и высоконравственный мотивы.